# Sorence Mons
Il Sorence Mons è una struttura geologica della superficie di Giapeto.